# Nové Třebčice
Nové Třebčice (dříve Německé Třebčice, německy Deutsch Trebetitsch) jsou malá vesnice, část obce Veliká Ves v okrese Chomutov. Nachází se asi 1,5 kilometru severozápadně od Veliké Vsi.
Nové Třebčice leží v katastrálním území Veliká Ves o výměře 17,81 km².

## Název
Název vesnice je odvozen ze jména Třebek ve významu ves lidí Třebkových. V historických pramenech se jméno vesnice vyskytuje ve tvarech: w Niemeczkych Trzebcziczych (1543), Trzebossicze (1545), Trebessicz (1545), Teutschen Trebschicz (1598), Něm. Třebčic (1609), Niemeczka Trzebssicze (1623), Niemeczke Trzebossicze (1626), Deutsch Trabetitz (1787) nebo Teutsch-Trebetitsch (1846).

## Historie
Osídlení v místech vesnice je archeologicky doloženo už v raném středověku. Keramika nalezená na okrajích vesnice, jihovýchodně od vsi v místech s pomístním názvem Na Višňovce a 600 metrů východně od vsi U Lesíka pochází z doby hradištní.

### Do třicetileté války
První písemná zmínka o Nových Třebčicích pochází z roku 1408 a nachází se v listině, kterou Jindřich Škopek z Dubé udělil Novým Třebčicím a sousedním Vitčicím několik privilegií. Obyvatele, včetně jejich dědiců a potomků, zbavil robotních povinností, umožnil jim libovolně nakládat se svým majetkem a podřídil je kadaňskému soudu.
V patnáctém století vesnice patřila Lobkovicům a roku 1490 tvořila součást hasištejnského panství. V letech 1518–1530 náležela k pětipeskému panství pánů z Fictumu. Oplovi z Fictumu Třebčice za falšování peněz roku 1543 zkonfiskoval král Ferdinand I. Od něj vesnici získal Albrecht Šlik, který ji připojil k panství Vintířov. Bedřich Šlik tehdejší Německé Třebčice převedl ke krásnodvorskému panství a ještě v roce 1600 jim potvrdil jejich stará privilegia. V roce 1609 vesnici prodal své manželce Marii, se kterou ji vyženil její druhý manžel Šimon Údrčský z Údrče.
Nový majitel nerespektoval vesnická privilegia. Robotní povinnosti začal vymáhat, a když se vesničané bránili, zkonfiskoval Karel Údrčský jejich dobytek. Soudní spor v Praze skončil až roku 1615 rozhodnutím, že vesničané musí robotovat, ale vrchnost jim musí za odvedenou práci platit. Karel se zúčastnil stavovského povstání v letech 1618–1620, za což byl odsouzen ke ztrátě poloviny majetku, ke které patřily statky Buškovice a Krásný Dvůr včetně Německých Třebčic. Karlově manželce se podařilo prokázat, že oba statky oficiálně vlastnila ona, a královská komora jí je 3. listopadu 1625 prodala za nižší cenu než byla původně stanovena. Rodina se přesto velmi zadlužila, a musela rozprodat majetek. Krásný Dvůr koupil roku 1649 Václav Michna z Vacínova, majitel panství Postoloprty.

### Po třicetileté válce
Po třicetileté válce zůstalo několik usedlostí ve vsi pustých nebo vyhořelých. Podle berní ruly z roku 1654 ve vsi žilo deset sedláků, šest chalupníků a jeden zahradník. Sedláci měli dohromady 29 potahů a chovali sedmnáct krav, 27 jalovic, 41 ovcí, 72 prasat a deset koz. Chalupníkům patřilo šest potahů, sedm krav, sedm jalovic, 26 ovcí, 21 prasat a jedna koza. Zahradník měl pouze dvě kozy. Hlavním zdrojem obživy byl chov dobytka, ale na úrodných polích se pěstovala pšenice a jeden chalupník byl kovářem.
Michnové a po nich Černínové zcela přestali brát ohledy na stará privilegia a od svých třebčických poddaných požadovali běžné robotní povinnosti. Robotní patent z roku 1680 robotu formálně omezil, ale vrchnost přesto vyžadovala stále stejné nebo i větší množství práce. Na černínských panstvích proto došlo k selským vzpourám, ale obyvatelé Vitčic a Třebčic se jich nezúčastnili a jednali přímo s Heřmanem Jakubem Černínem, který 7. dubna 1683 přislíbil, že už nebude robotní požadavky navyšovat. Nový majitel panství, Jan Procházka, dohodu ignoroval.
Spory o robotu pokračovaly téměř až do zrušení poddanství. Majitelé panství v roce 1831 umožnili vykoupení se z roboty, na což však vesničané neměli peníze. Jeden z třebčických sedláků, Josef Tobisch, však zaplatil 400 zlatých za soudní poplatky, a koncem roku 1832 vyhrál spor, díky čemuž se mu robota zkrátila ze tří dnů v týdnu na jeden. V říjnu roku 1848 se vesničané z Německých Třebčic domáhali u soudu vyplacení náhrady za vykonanou robotu ve výši 123 206 zlatých, ale spor prohráli, protože podle soudu si už od doby císaře Josefa II. mohli na vrchnost stěžovat u soudu a bylo jejich chybou, že požadované práce konali.

### Moderní dějiny
V polovině devatenáctého století u vesnice provozoval J. Matusch doly Jan a Václav, ve kterých se těžilo nekvalitní hnědé uhlí velikoveské pánve. Severozápadně od vesnice bývalo hliniště, kde se dobývala cihlářská hlína. Přesto vesnickému hospodářství dominovalo zemědělství. Na polích se pěstoval ječmen, pšenice, oves, cukrová řepa a pícniny a důležitý byl chov dobytka.
Po roce 1950 místní založili jednotné zemědělské družstvo, které bylo o deset let později začleněno do statního statku, který měl v Nových Třebčicích velkovýkrmnu vepřů. Státní statek zanikl v roce 1991.

## Obyvatelstvo
Při sčítání lidu v roce 1921 zde žilo 149 obyvatel (z toho 66 mužů), z nichž bylo devět československé a 140 německé národnosti, a všichni byli římskými katolíky. Podle sčítání lidu z roku 1930 měla vesnice 147 obyvatel: čtrnáct Čechoslováků, 132 Němců a jednoho cizince. Kromě tří evangelíků a jednoho člověka bez vyznání se hlásili k římskokatolické církvi.
|                                                                          | 1869 | 1880 | 1890 | 1900 | 1910 | 1921 | 1930 | 1950 | 1961 | 1970 | 1980 | 1991 | 2001 | 2011 | 2021 |
| ------------------------------------------------------------------------ | ---- | ---- | ---- | ---- | ---- | ---- | ---- | ---- | ---- | ---- | ---- | ---- | ---- | ---- | ---- |
| Obyvatelé                                                                | 151  | 144  | 184  | 167  | 144  | 149  | 147  | 62   | 66   | 40   | 35   | 27   | 22   | 26   | 26   |
| Domy                                                                     | 21   | 28   | 26   | 30   | 25   | 27   | 30   | 33   | —    | 11   | 9    | 12   | 11   | 11   | 12   |
| Počet domů z roku 1961 je zahrnut v celkovém počtu domů obce Veliká Ves. |      |      |      |      |      |      |      |      |      |      |      |      |      |      |      |

## Obecní správa
Roku 1850 se Německé Třebčice staly samostatnou obcí, kterou zůstala až do roku 1956, kdy se stala částí obce Široké Třebčice. Až do roku 1960 obě vesnice patřily do okresu Podbořany, ale v roce 1960 byly připojeny k Veliké Vsi a s ní začleněny do okresu Chomutov.

## Pamětihodnosti
Památkově chráněnými objekty ve vesnici jsou dům čp. 9 a socha svatého Václava se dvěma anděly z roku 1773 na návsi. U sousoší stojí dřevěná zvonice se šindelovou střechou z počátku devatenáctého století. Za vesnicí stojí u silnice do Vitčic socha svatého Jana Nepomuckého z roku 1773.